# Луньевка (река)
Луньевка — река в России, протекает в Чердынском районе Пермского края. Устье реки находится в 18 км по правому берегу реки Ланциуж. Длина реки составляет 12 км.
Исток реки в предгорьях Северного Урала к западу от возвышенности Ямжачная Парма, в 24 км к северо-востоку от посёлка Вижай. Река течёт на юг по ненаселённой местности, среди холмов, покрытых таёжным лесом.

## Данные водного реестра
По данным государственного водного реестра России относится к Камскому бассейновому округу, водохозяйственный участок реки — Кама от водомерного поста у села Бондюг до города Березники, речной подбассейн реки — бассейны притоков Камы до впадения Белой. Речной бассейн реки — Кама.
По данным геоинформационной системы водохозяйственного районирования территории РФ, подготовленной Федеральным агентством водных ресурсов:
- Код водного объекта в государственном водном реестре — 10010100212111100006079
- Код по гидрологической изученности (ГИ) — 111100607
- Код бассейна — 10.01.01.002
- Номер тома по ГИ — 11
- Выпуск по ГИ — 1